# New Year's Day (bài hát của Taylor Swift)
"New Year's Day" (tạm dịch: Ngày đầu năm mới) là một bài hát của nữ ca sĩ kiêm sáng tác nhạc Taylor Swift, nằm trong album phòng thu thứ sáu của cô, Reputation (2017). Bài hát được gửi đến đài phát thanh nhạc đồng quê của Mỹ với vai trò là đĩa đơn thứ tư của album vào ngày 27 tháng 11 năm 2017.